# Marion Zimmer Bradley
Marion Eleanor Zimmer Bradley (Albany, 3 de junho de 1930 – Berkeley, 25 de setembro de 1999) foi uma escritora norte-americana de romances sobre fantasia e ficção científica, conhecida principalmente pelas séries As Brumas de Avalon e Darkover.

## Biografia
Marion Zimmer Bradley nasceu em Albany, capital do estado de Nova Iorque, em junho de 1930, no auge da Grande Depressão. Sua família era muito pobre e seus pais não tinham condições de oferecer-lhe uma educação esmerada. Logo, teve de começar a trabalhar muito cedo, chegando a ser garçonete e faxineira. Ao completar dezesseis anos, ganhou de sua mãe uma máquina de escrever, com a qual começou a escrever histórias. No início, para sobreviver, sujeitou-se a produzir uma série de romances sensacionalistas.
Nos anos 50, Zimmer Bradley podia ser descrita como uma “escritora de sucesso fácil”: para sustentar marido e filhos, vendia histórias de sexo e de mistério a revistas de grande tiragem. Nessa época, juntou-se a um grupo de activistas lésbicas denominado Daughters of Bilitis, considerada a primeira organização de direitos lésbicos dos Estados Unidos. Na década seguinte, dedicou-se à produção de romances góticos para poder pagar um curso universitário.
Marion Zimmer Bradley foi casada duas vezes e teve dois filhos. Morava em Berkeley, na Califórnia e deixou mais de meia centena de livros. Além de sua produção literária, muito de sua notoriedade se deve também ao apoio que deu à comunidade de ficção científica americana. Entre seus livros mais famosos estão As Brumas de Avalon, Presságio de Fogo/Incêndio de Troia, A Casa da Floresta e os livros da série Darkover.

## Carreira literária
Com a permanência de seu romance As Brumas de Avalon durante três meses na lista dos best-sellers do New York Times, a autora tornou-se uma escritora de prestígio e uma das mais lidas no mundo inteiro. Prosseguiu na mesma senda com Presságio de Fogo (1987) — Incêndio de Troia, no Brasil  — onde reescreve a Guerra de Troia sob uma perspectiva feminista. Em A Casa da Floresta (1983), Zimmer Bradley regressou ao universo mítico da Bretanha druídica, desta vez, em confronto com o Império Romano. Em 1985, lançou um novo livro, destinado ao público infantil, chamado A Filha da Noite, baseado na ópera A Flauta Mágica, de Mozart. Muitos, no entanto, consideraram o livro uma obra adulta, e possivelmente imprópria para crianças.
Além destas obras, suas histórias de ficção científica do ciclo Darkover (um planeta onde os seres humanos, ao contacto com os alienígenas, adquirem poderes extrapsíquicos) continuam a ter numerosos admiradores.

## Alegações de pedofilia
Em 2014, Bradley foi acusada de abuso sexual cometido contra sua filha, Moira Greyland, que afirmou ter sido molestada entre 3 e 12 anos.
Em reportagem ao jornal inglês The Guardian, Greyland disse que não havia revelado isto antes porque temia a reação dos fãs de sua mãe. Greyland também afirmou que ela não foi a única vítima, e que ela foi uma das que acusaram seu pai, Walter H. Breen, de pedofilia, o que o levou a múltiplas condenações. Bradley admitiu ciência do comportamento do seu marido, mas decidiu não reportá-lo.

### Ciclo Darkover
| Nome                                            | Sinopse |
| ----------------------------------------------- | --- |
| A Chegada em Darkover (Darkover Landfall)       | Num futuro distante, a humanidade começa a explorar e colonizar novos mundos. Uma nave que ia em direção a um desses planetas, sofre um acidente e acaba pousando em Darkover, um planeta que não teria sido escolhido para ser colonizado, pois era frio demais, e além disso abrigava espécies inteligentes, embora não civilizadas. Sem ter como voltar ao espaço, nem como se comunicar, a expedição é dada como perdida pela terra. Mas muitos sobreviveram a queda, e pretendem reparar a nave e prosseguir viagem. Entretanto, eles não estavam preparados para o vento fantasma... |
| A Rainha da Tempestade (Stormqueen)             | Na era do caos, um período de confusão e terrivel tirania em Darkover, o planeta do sol vermelho, antes da chegada da primeira expedição da terra, nasce uma criança num dominio das montanhas que seria conhecida como Rainha da Tempestade. |
| A Dama do Falcão (Hawkmistress)                 | Este livro conta a história de Romily MacAran. No tempo dos Cem Reinos, quando uma sangrenta guerra civil assolava Darkover, uma jovem saiu de casa sozinha, rompendo com a família e renunciando a sua herança, porque desejava ser ela própria, não o que o pai ou um marido determinassem. Passando por um rapaz, e aproveitando-se de suas habilidades como mestre falcoeiro, uma profissão vedada as mulheres, ela se junta ao exército de Elahim, que está unificando o planeta. |
| Dois para Conquistar (Two To Conquer)           | É a história de Bard di Asturien, um soldado proscrito e ambicioso, e de seu adversário, Varzil, o bom, que lutava para estabelecer o pacto. Também é a história de Paul Harrell, um homem da distante terra, que era um sósia do inimigo de Varzil. |
| Os Herdeiros de Hammerfel (Heirs Of Hammerfell) | Imagem da terrível rivalidade entre dois reinos Darkover, relatada no momento em que um deles, ao incendiar o castelo inimigo e matar seu rei, obriga a rainha a fugir com seus filhos gêmeos ainda bebês. Os gêmeos são separados na confusão, e um deles é criado pela mãe, em Thendara, e o outro é criado por um dos antigos empregados, na propriedade. |
| A Corrente Partida (Shattered Chain)            | O livro conta a história de Jaelle, uma mulher que habitava uma das cidades secas do planeta Darkover. Onde as mulheres são forçadas a mais absoluta submissão. Jaelle no entanto foge para se tornar uma amazona, livre, selvagem e guerreira. |
| A Espada Encantada (Spell Sword)                | Continuação da história de Darkover, contando o trecho relativo a Espada Mágica de Dom Esteban, que possui no cabo uma pedra da estrela, através da qual a Habilidade de Esteban Podia ser Transmitida a Qualquer um que a Empunhe. Quando o avião do terráqueo Andrew Carr cai durante uma missão de mapeamento e exploração, ele é contatado mentalmente por Calista, filha de Dom Esteban, que está prisioneira dos homens-gato. Andrew então se junta a Damon, que empunha a espada de Dom Esteban, e os dois se propõe a resgatar Calista.                                            |

### Ciclo de Avalon
O Ciclo de Avalon é uma série de livros de fantasia escritos por Marion Zimmer Bradley, iniciando-se com A Queda de Atlântida e finalizando com os quatro romances de As Brumas de Avalon, posteriormente expandidos com a ajuda de Diana L. Paxson. Paxson tomou a autoria dos livros para si após a morte de Bradley em 1999. A série foca na lendária ilha de Avalon e nas várias mulheres que moldaram sua história e a da Bretanha.
- A Queda de Atlântida
  - Teia da Luz
  - Teia das Trevas
- Os Ancestrais de Avalon
- A Espada de Avalon
- Os Corvos de Avalon
- A Casa da Floresta
- A Senhora de Avalon
- A Sacerdotisa de Avalon
- As Brumas de Avalon
  1. A Senhora da Magia
  2. A Grande-Rainha
  3. O Gamo-Rei
  4. O Prisioneiro da Árvore

Os livros A Queda de Atlântida: A Teia da Luz e A Teia das Trevas, Os Ancestrais de Avalon, Os Corvos de Avalon, A Casa da Floresta, A Senhora de Avalon, A Sacerdotisa de Avalon e As Brumas de Avalon são melhor compreendidos se lidos na ordem apresentada. Na sequência apresentada, cada livro completa o outro, criando uma mitologia da criação de Avalon, através da reencarnação de personagens importantes, desde da Atlântida até a época do Rei Artur.

### Outras Obras
- A Torre Proibida
- A Casa de Thendara
- Cidade da Magia
- Estrela do Perigo
- O Sol Vermelho
- A Herança de Hastur
- Salvadores do Planeta
- O Exílio de Sharra
- Os destruidores de mundos
- Canção do Exílio
- Salto Mortal
- O Incêndio de Troia (Presságio de Fogo, em Portugal.)
- A Filha da Noite
- A Colina das Bruxas
- Ghostlight - A Luz Espiritual
- Glenraven
- Witchlight - A Luz Enfeitiçada
- Gravelight - A Luz Sombria
- Heartlight
- O Poder Supremo
  1. O Círculo de Blackburn
  2. As Forças do Oculto
  3. A Fonte da Possessão
  4. O Coração de Avalon